# Буза, Елисей Юрьевич
Елисе́й Ю́рьевич Буза́ — русский землепроходец XVII века, енисейский казачий десятник.

## Биография
Впервые упоминается в 1630 году в окладных книгах Енисейского острога в списке рядовых стрельцов.
В 1632 году в составе отряда десятников Ильи Ермолина и Василия Бугра Елисей Буза был отправлен на реку Лену на помощь енисейскому сотнику Петру Бекетову, с которым до весны 1633 года участвовал в походах по «новым землицам». Поход сопровождался стычками с якутами, которые не хотели добровольно присягать русскому царю.
В 1636 году десятник Буза с небольшим отрядом был отправлен енисейским воеводой Прокофием Соковниным на Лену, чтобы набрать там вольных «охочих» людей и с поручением осмотреть все реки, впадающие в море Лаптевых, и наложить ясак на окрестное туземное население. Буза дошёл до Лены, где закупил товаров на сумму около двух тысяч рублей для обмена на пушнину у местного населения и продолжил путь на нижнюю Лену. Он добрался к ледоставу от Усть-Кута до устья Олёкмы, оставшись на зимовку в Олёкминском остроге. Вначале число его спутников едва превышало 10 человек, но в Олёкминском остроге к нему присоединилось до 40 человек собравшихся там промышленных людей, которых он обеспечил из своих средств продовольствием, припасами и оружием.
Весной 1637 года Елисей Буза с отрядом в 50 человек спустился по Лене, вышел в море западным рукавом дельты и через день вошёл в устье реки Оленёк. Здесь землепроходцы встретили кочевья эвенков и, поднявшись по реке более чем на 500 км, обложили их ясаком. На Оленьке Буза основал зимовье, а весной 1638 года на оленях вернулся на нижнюю Лену, к устью её левого притока Молодо, верховья которого близко подходят к Оленьку. В 1638—1641 годах он занимал должность приказчика в Нижнем зимовье на реке Яне. 
Сведения о дальнейших походах Елисея Бузы противоречивы.

### Версия Иоганна Фишера
Согласно версии Иоганна Фишера, Елисей Буза, построив на реке Лене два коча, летом 1638 года вышел на них в море по восточному рукаву дельты Лены, и пять дней плыл на восток вдоль берега в поисках таинственной «Ламы-реки». Обогнув мыс Буор-Хая, он вышел в Янский залив и достиг устья реки Яны. Затем три недели поднимался вверх по реке, по пути заставил платить ясак местные роды эвенков и якутов, собрал много соболей и другой «мягкой рухляди» и перезимовал среди якутов.
В 1639 году Буза на четырёх кочах, построенных во время зимовки, завершил исследование Янского залива. Из устья Яны он прошёл на восток, до «великого озера» — обширной бухты, ограждённой со стороны моря островом Ярок, в которую впадает река Чондон. Здесь Буза встретил кочевья юкагиров. Посредником между юкагирами и казаками был местный шаман, подкупленный Бузой. Юкагиры без сопротивления согласились платить ясак, и не мешали строить в их стане зимовье. 
В 1640 году Буза с казаками неудачно пытался пройти на реку Ламу (Охота), после чего прожил среди юкагиров не менее двух лет, когда совершил поход на реку Индигирку. В том же году Буза отправил казака в Якутск с собранными мехами, а затем вскоре прибыл туда и сам, сообщив между прочим об изобилии серебряной руды в местах, которые он посетил.

### Версия Н. Н. Оглобина
По версии Н. Н. Оглобина Елисей Буза вышел на восток из Ленского устья летом 1637 года, но не дошёл морем до устья Яны, а только до устья реки Омолой, впадающей в губу Буор-Хая, где его «замороз взял». Тогда он со своими товарищами, «поделав нарты, собою поднялись, и что было своего заводишку, сетей и товаришку, и то все тут пометали для нужного нартового пути», то есть пошли налегке. От устья Омолоя они шли восемь недель «через Камень до Янские вершины», то есть через хребет Кулар до верховьев реки Яны, куда прибыли в сентябре 1637 года. Во время своих походов Буза прошёл почти всю Лену, кроме её верхнего участка, выше устья Куты, и открыл реку Омолой и хребет Кулар.
Последний раз Елисей Буза упоминается в 1646 году.